# Die Serapionsbrüder

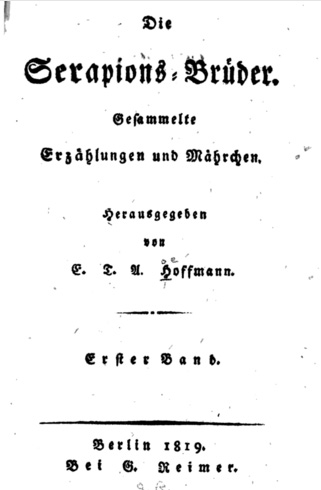

Die Serapionsbrüder ist eine 1819 bis 1821 veröffentlichte Sammlung von Erzählungen und Aufsätzen von E.T.A. Hoffmann. Hoffmann stellte die vier Bände zu großen Teilen aus bereits vorher veröffentlichtem Material zusammen, fügte aber einige neue Erzählungen sowie eine Rahmenhandlung hinzu, in der einige literarisch gebildete Freunde über Probleme der Kunst diskutieren und als fiktive Autoren der Erzählungen auftreten. Vorbild für diesen Freundeskreis waren die Treffen der Serapionsbrüder, eines literarischen Kreises um Hoffmann, dem neben weiteren Schriftstellern auch Adelbert von Chamisso und Friedrich de la Motte Fouqué angehörten. Der Name leitete sich ursprünglich vom Heiligen Serapion her, an dessen Gedenktag – dem 14. November – der Freundeskreis sich zum ersten Mal nach längerer Trennung im Jahr 1818 wieder zusammenfand. Wichtiger als dieser äußere Anlass wird aber das sogenannte serapiontische Prinzip, dem sich die Mitglieder des Kreises verpflichtet fühlen.

## Die Gespräche

### Vorbilder im realen Leben
Über die tatsächlichen Vorbilder für den Freundeskreis, der die Rahmengespräche der „Serapionsbrüder“ bestreitet, schreibt Hitzig:

„Die Grundpfeiler dieses Vereins bildeten nächst Hoffmann, Contessa, Koreff, ein ausgezeichneter Arzt*) und Hitzig. Ein vortrefflicher ineinandergreifendes Quatuor mochte nicht leicht zu finden sein. Koreff war der einzige Mensch, dem Hoffmann geduldig zuhörte, weil er ihn in der Unterhaltung an sprudelndem lebendigem Witze oft und an Kenntnissen immer überbot, auch dabei gutmütig genug war, ihn reden zu lassen, so oft er wollte; Contessa, selbst wenig redend, horchte auf alles, was die Freunde an Witz ausgehen ließen, mit dem beredtesten Beifallslächeln, das ihm unaufhörlich um die Mundwinkel spielte, von Zeit zu Zeit ein kleines, aber entscheidendes Wörtchen zugebend, und Hitzig, der mit Contessa das Publikum bildete und alle drei übrigen länger und besser als sie sich untereinander kannte, verstand darum die Kunst, Lücken im Gespräch auszufüllen, und wo es matt wurde, es wieder anzuregen, sich willig jedes Anspruchs auf Solopartien begebend.“

An der mit *) bezeichneten Stelle fügt Hitzig die Fußnote ein: „Sprechend sind beide gezeichnet, Serapions-Brüder Band 2. Contessa, als Sylvester S 4., und Koreff, als Vinzenz, S. 6.“
Außer den vier Teilnehmern Hoffmann, Hitzig, Contessa und Koreff werden noch Theodor Gottlieb von Hippel, Friedrich de la Motte Fouqué, Ludwig Robert, Adelbert von Chamisso sowie einige nur sporadische Gäste genannt. In den Rahmengesprächen der „Serapionsbrüder“ treten insgesamt sechs Figuren auf. Ihre Identifikation mit den historischen Teilnehmern des Serapions-Kreises ist zum einen Teil spekulativ, zum anderen Teil hat Hoffmann die realen Figuren nur als Anregung für die literarische Charakterisierung genommen.

Glaubhaft, aber nicht als realitätsnahe Personenzeichnung zu werten sind die Zuschreibungen:
- Theodor: E.T.A. Hoffmann;
- Ottmar: Julius Eduard Hitzig[2];
- Sylvester: Karl Wilhelm Salice-Contessa;
- Vinzenz: David Ferdinand Koreff.

Spekulativ dagegen sind die Zuschreibungen:
- Lothar: Friedrich de la Motte Fouqué;
- Cyprian: Adelbert von Chamisso.

### Das serapiontische Prinzip
Programmatisch für das serapiontische Prinzip, das „wie Theodor sehr richtig bemerkte, eben nichts weiter heißen wollte, als daß [die Serapionsbrüder] übereingekommen, sich durchaus niemals mit schlechtem Machwerk zu quälen“, ist die Absage an jede Art von Nachahmungspoetik und jeden sogenannten Realismus. Nicht die Außenwelt soll durch die Dichtung abgebildet werden, sondern es gilt, „das Bild, das [dem wahren Künstler] im Innern aufgegangen“, durch „poetische Darstellung ins äußere Leben zu tragen“. Wie Serapion, der als weltfremder Eremit nur seinen Visionen folgte, soll auch der Dichter sich von der Einsamkeit als idealer Sphäre seines schöpferischen Geistes inspirieren lassen. Je mehr ihm die Welt zum bloßen Störfaktor wird, desto autonomer, genialer und serapiontischer sein Werk.
Indem die fiktiven Erzähler der Novellensammlung über die serapiontische Qualität ihrer Texte diskutieren, wird die ästhetische Reflexion – ganz im Sinne romantischer Poetologie – selbst zum Bestandteil der Poesie. Verwirrend für die Interpreten E.T.A. Hoffmanns sind dabei die für ihn so charakteristischen visionär-phantastischen Projektionen, mit denen er die künstlerische Innenschau mit der alltäglichen Wirklichkeit verbindet und dabei eine typisch serapiontische Mischung aus Phantasie und Realität schafft, die für den Leser nur noch schwer zu entwirren ist.

## Aufbau und Erstdrucke
Wo kein Erstdruck verzeichnet ist, erschienen die entsprechenden Stücke erstmals in den Serapionsbrüdern. Einige Stücke hat Hoffmann ohne eigene Überschrift in die Dialoge eingefügt. Sie werden von heutigen Herausgebern häufig mit den in eckigen Klammern angegebenen Titeln versehen. – Wo kein Gesprächsgegenstand zu den Gesprächen angegeben ist, handelt es sich um kurze Überleitungen.
Zu den einzelnen Erzählungen und Aufsätzen vgl. die jeweiligen Hauptartikel.
|                                                                            |         | Titel im Erstdruck                                                                                     | Erstdruck                                                                               | Titel in den Serapionsbrüdern                                                             | Erzähler         | Hauptsächlicher Gesprächsgegenstand                                                                              |
| -------------------------------------------------------------------------- | ------- | --- | --------------------------------------------------------------------------------------- | ----------------------------------------------------------------------------------------- | ---------------- | --- |
| Erster Band (Februar 1819):                                                |         | |                                                                                         |                                                                                           |                  | |
|                                                                            |         | |                                                                                         | Vorwort                                                                                   |                  | |
| Erster Abschnitt (Cyprian, Lothar, Ottmar, Theodor)                        | [a]     | |                                                                                         |                                                                                           | [Gespräch]       | Clubs |
| Erster Abschnitt (Cyprian, Lothar, Ottmar, Theodor)                        | [1]     | Bruchstück aus den Serapionsbrüdern. Der Einsiedler Serapion                                           | Der Freimüthige für Deutschland. Zeitblatt für Belehrung und Aufheiterung (Januar 1819) | [Der Einsiedler Serapion]                                                                 | Cyprian          | Das Serapiontische Prinzip                                                                                       |
| Erster Abschnitt (Cyprian, Lothar, Ottmar, Theodor)                        | [b]     | |                                                                                         |                                                                                           | [Gespräch]       | Das Serapiontische Prinzip                                                                                       |
| Erster Abschnitt (Cyprian, Lothar, Ottmar, Theodor)                        | [2]     | Ein Brief von Hoffmann an Herrn Baron de la Motte Fouqué                                               | Frauentaschenbuch für das Jahr 1818 von de la Motte Fouqué                              | [Rat Krespel]                                                                             | Theodor          | Das Serapiontische Prinzip                                                                                       |
| Erster Abschnitt (Cyprian, Lothar, Ottmar, Theodor)                        | [c]     | |                                                                                         |                                                                                           | [Gespräch]       | Das Serapiontische Prinzip                                                                                       |
| Erster Abschnitt (Cyprian, Lothar, Ottmar, Theodor)                        | [3]     | Die Fermate                                                                                            | Frauentaschenbuch für das Jahr 1816 von de la Motte Fouqué                              | Die Fermate                                                                               | Theodor          | |
| Erster Abschnitt (Cyprian, Lothar, Ottmar, Theodor)                        | [d]     | |                                                                                         |                                                                                           | [Gespräch]       | Bedingungen guter Operntexte                                                                                     |
| Erster Abschnitt (Cyprian, Lothar, Ottmar, Theodor)                        | [4]     | Der Dichter und der Komponist                                                                          | Allgemeine Musikalische Zeitung (Dezember 1813)                                         | Der Dichter und der Komponist                                                             | Theodor          | Bedingungen guter Operntexte                                                                                     |
| Erster Abschnitt (Cyprian, Lothar, Ottmar, Theodor)                        | [e]     | |                                                                                         |                                                                                           | [Gespräch]       | (Aufführung einer Komposition Theodors)                                                                          |
|                                                                            |         | |                                                                                         |                                                                                           |                  | |
| Zweiter Abschnitt (Cyprian, Lothar, Ottmar, Theodor)                       | [a]     | |                                                                                         |                                                                                           | [Gespräch]       | Schriftstellereitelkeit; Kollektivarbeit                                                                         |
| Zweiter Abschnitt (Cyprian, Lothar, Ottmar, Theodor)                       | [5]     | Ein Fragment aus dem Leben dreier Freunde                                                              | Der Wintergarten (1818)                                                                 | Ein Fragment aus dem Leben dreier Freunde                                                 | Ottmar           | |
| Zweiter Abschnitt (Cyprian, Lothar, Ottmar, Theodor)                       | [b]     | |                                                                                         |                                                                                           | [Gespräch]       | |
| Zweiter Abschnitt (Cyprian, Lothar, Ottmar, Theodor)                       | [6]     | Der Artushof                                                                                           | Urania. Taschenbuch für Damen auf das Jahr 1817                                         | Der Artushof                                                                              | Cyprian          | |
| Zweiter Abschnitt (Cyprian, Lothar, Ottmar, Theodor)                       | [c]     | |                                                                                         |                                                                                           | [Gespräch]       | Der Humor bei den Weibern                                                                                        |
| Zweiter Abschnitt (Cyprian, Lothar, Ottmar, Theodor)                       | [7]     | |                                                                                         | Die Bergwerke zu Falun                                                                    | Theodor          | Theodors Erzählung Die Bergwerke zu Falun                                                                        |
| Zweiter Abschnitt (Cyprian, Lothar, Ottmar, Theodor)                       | [d]     | |                                                                                         |                                                                                           | [Gespräch]       | Theodors Erzählung Die Bergwerke zu Falun                                                                        |
| Zweiter Abschnitt (Cyprian, Lothar, Ottmar, Theodor)                       | [8]     | Nußknacker und Mausekönig                                                                              | Kinder-Mährchen. Von E.W. Contessa […] und E.T.A. Hoffmann. Erstes Bändchen (1816)      | Nußknacker und Mausekönig                                                                 | Lothar           | Märchen für Kinder                                                                                               |
| Zweiter Abschnitt (Cyprian, Lothar, Ottmar, Theodor)                       | [e]     | |                                                                                         |                                                                                           | [Gespräch]       | Märchen für Kinder                                                                                               |
| Zweiter Band (Februar 1819):                                               |         | |                                                                                         |                                                                                           |                  | |
| Dritter Abschnitt (Cyprian, Lothar, Ottmar, Theodor)                       | [a]     | |                                                                                         |                                                                                           | [Gespräch]       | Magnetismus |
| Dritter Abschnitt (Cyprian, Lothar, Ottmar, Theodor)                       | [9]     | |                                                                                         | [Magnetismus]                                                                             | Theodor          | Magnetismus |
| Dritter Abschnitt (Cyprian, Lothar, Ottmar, Theodor)                       | [b]     | |                                                                                         |                                                                                           | [Gespräch]       | Magnetismus |
| Dritter Abschnitt (Cyprian, Lothar, Ottmar, Theodor)                       | [10]    | Der Kampf der Sänger                                                                                   | Urania. Taschenbuch auf das Jahr 1819                                                   | Der Kampf der Sänger                                                                      | Cyprian          | |
| Dritter Abschnitt (Cyprian, Lothar, Ottmar, Theodor)                       | [c]     | |                                                                                         |                                                                                           | [Gespräch]       | Fortsetzung des Vorigen: Interaktion des psychischen mit dem physischen Prinzip                                  |
| Dritter Abschnitt (Cyprian, Lothar, Ottmar, Theodor)                       | [11]    | Bruchstück aus dem Zweiten Bande der Serapions-Brüder                                                  | Der Freimüthige oder Unterhaltungsblatt für gebildete, unbefangene Leser (April 1819)   | [Eine Spukgeschichte]                                                                     | Cyprian          | Fortsetzung des Vorigen: Interaktion des psychischen mit dem physischen Prinzip                                  |
| Dritter Abschnitt (Cyprian, Lothar, Ottmar, Theodor)                       | [d]     | |                                                                                         |                                                                                           | [Gespräch]       | Fortsetzung des Vorigen: Interaktion des psychischen mit dem physischen Prinzip                                  |
| Dritter Abschnitt (Cyprian, Lothar, Ottmar, Theodor)                       | [12]    | Die Automate                                                                                           | Allgemeine Musikalische Zeitung (Februar 1814)                                          | Die Automate                                                                              | Theodor          | Wirkung von Fragmenten                                                                                           |
| Dritter Abschnitt (Cyprian, Lothar, Ottmar, Theodor)                       | [e]     | |                                                                                         |                                                                                           | [Gespräch]       | Wirkung von Fragmenten                                                                                           |
| Dritter Abschnitt (Cyprian, Lothar, Ottmar, Theodor)                       | [13]    | Doge und Dogaresse                                                                                     | Taschenbuch für das Jahr 1819. Der Liebe und Freundschaft gewidmet                      | Doge und Dogaresse                                                                        | Ottmar           | |
| Dritter Abschnitt (Cyprian, Lothar, Ottmar, Theodor)                       | [f]     | |                                                                                         |                                                                                           | [Gespräch]       | |
|                                                                            |         | |                                                                                         |                                                                                           |                  | |
| Vierter Abschnitt (Cyprian, Lothar, Ottmar, Theodor, Sylvester, Vinzenz)   | [a]     | |                                                                                         |                                                                                           | [Gespräch]       | Gegenüberstellung Vinzenz–Lothar. Charakterbeobachtung und literarische Charakterzeichnung                       |
| Vierter Abschnitt (Cyprian, Lothar, Ottmar, Theodor, Sylvester, Vinzenz)   | [14]    | Rezension von Beethovens C-dur-Messe sowie Alte und neue Kirchenmusik                                  | Allgemeine Musikalische Zeitung (Juni 1813 bzw. August/September 1814)                  | [Alte und neue Kirchenmusik]                                                              | Theodor, Cyprian | Kirchenmusik aus Renaissance und Frühbarock vs. neuere Kompositionen; lateinische und deutsche Kirchenmusiktexte |
| Vierter Abschnitt (Cyprian, Lothar, Ottmar, Theodor, Sylvester, Vinzenz)   | [b]     | |                                                                                         |                                                                                           | [Gespräch]       | Kirchenmusik aus Renaissance und Frühbarock vs. neuere Kompositionen; lateinische und deutsche Kirchenmusiktexte |
| Vierter Abschnitt (Cyprian, Lothar, Ottmar, Theodor, Sylvester, Vinzenz)   | [15]    | Meister Martin der Küfner und seine Gesellen                                                           | Taschenbuch zum geselligen Vergnügen auf das Jahr 1819                                  | Meister Martin der Küfner und seine Gesellen                                              | Sylvester        | Sylvesters Erzählung Meister Martin der Küfner und seine Gesellen                                                |
| Vierter Abschnitt (Cyprian, Lothar, Ottmar, Theodor, Sylvester, Vinzenz)   | [c]     | |                                                                                         |                                                                                           | [Gespräch]       | Sylvesters Erzählung Meister Martin der Küfner und seine Gesellen                                                |
| Vierter Abschnitt (Cyprian, Lothar, Ottmar, Theodor, Sylvester, Vinzenz)   | [16]    | Das fremde Kind                                                                                        | Kinder-Mährchen. Von E.W. Contessa […] und E.T.A. Hoffmann. Zweites Bändchen (1817)     | Das fremde Kind                                                                           | Lothar           | |
| Vierter Abschnitt (Cyprian, Lothar, Ottmar, Theodor, Sylvester, Vinzenz)   | [d]     | |                                                                                         |                                                                                           | [Gespräch]       | |
| Dritter Band (Oktober 1820):                                               |         | |                                                                                         |                                                                                           |                  | |
| Fünfter Abschnitt (Lothar, Ottmar, Theodor, später Cyprian)                | [a]     | |                                                                                         |                                                                                           | [Gespräch]       | Gegenüberstellung Lothar–Ottmar; Theodors Krankheit                                                              |
| Fünfter Abschnitt (Lothar, Ottmar, Theodor, später Cyprian)                | [17]    | Aus dem Leben eines bekannten Mannes. Nach einer alten märkischen Chronik                              | Der Freimüthige oder Unterhaltungsblatt für gebildete, unbefangene Leser (Mai 1819)     | [Nachricht aus dem Leben eines bekannten Mannes]                                          | Lothar           | |
| Fünfter Abschnitt (Lothar, Ottmar, Theodor, später Cyprian)                | [b]     | |                                                                                         |                                                                                           | [Gespräch]       | Hexenprozesse; der Teufel als literarische Gestalt                                                               |
| Fünfter Abschnitt (Lothar, Ottmar, Theodor, später Cyprian)                | [18]    | Die Brautwahl. Eine berlinische Geschichte, in der mehrere ganz unwahrscheinliche Abentheuer vorkommen | Berlinischer Taschenkalender auf das Schaltjahr 1820                                    | Die Brautwahl. Eine Geschichte in der mehrere ganz unwahrscheinliche Abentheuer vorkommen | Lothar           | |
| Fünfter Abschnitt (Lothar, Ottmar, Theodor, später Cyprian)                | [c]     | |                                                                                         |                                                                                           | [Gespräch]       | Alltagsverankerung des Märchens                                                                                  |
| Fünfter Abschnitt (Lothar, Ottmar, Theodor, später Cyprian)                | [19(1)] | Der unheimliche Gast                                                                                   | Der Erzähler. Eine Unterhaltungsschrift für Gebildete Zweiter Band (1819)               | Der unheimliche Gast (Anfang)                                                             | Ottmar           | |
| Fünfter Abschnitt (Lothar, Ottmar, Theodor, später Cyprian)                | [d]     | |                                                                                         |                                                                                           | [Gespräch]       | Cyprians Ankunft                                                                                                 |
| Fünfter Abschnitt (Lothar, Ottmar, Theodor, später Cyprian)                | [19(2)] | |                                                                                         | Der unheimliche Gast (Schluss)                                                            | Ottmar           | |
| Fünfter Abschnitt (Lothar, Ottmar, Theodor, später Cyprian)                | [e]     | |                                                                                         |                                                                                           | [Gespräch]       | Verriss von Ottmars Erzählung; Polemik gegen Kotzebue                                                            |
|                                                                            |         | |                                                                                         |                                                                                           |                  | |
| Sechster Abschnitt                                                         | [20]    | Das Fräulein von Scuderi. Erzählung aus dem Zeitalter Ludwigs des Vierzehnten                          | Taschenbuch für das Jahr 1820. Der Liebe und Freundschaft gewidmet                      | Das Fräulein von Scuderi                                                                  | Sylvester        | |
| Sechster Abschnitt                                                         | [21]    | Spielerglück                                                                                           | Urania. Taschenbuch auf das Jahr 1820                                                   | Spielerglück                                                                              | Theodor          | |
| Sechster Abschnitt                                                         | [22]    | Der Baron von B.                                                                                       | Allgemeine Musikalische Zeitung (März 1819, anonym erschienen)                          | [Der Baron von B.]                                                                        | Cyprian          | |
| Vierter Band (Ostern 1821):                                                |         | |                                                                                         |                                                                                           |                  | |
| Siebenter Abschnitt (Cyprian, Lothar, Ottmar, Theodor, Sylvester, Vinzenz) | [a]     | |                                                                                         |                                                                                           | [Gespräch]       | Die Kunst des Gesprächs                                                                                          |
| Siebenter Abschnitt (Cyprian, Lothar, Ottmar, Theodor, Sylvester, Vinzenz) | [23]    | Signor Formica. Eine Novelle                                                                           | Taschenbuch zum geselligen Vergnügen auf das Jahr 1820                                  | Signor Formica                                                                            | Ottmar           | |
| Siebenter Abschnitt (Cyprian, Lothar, Ottmar, Theodor, Sylvester, Vinzenz) | [b]     | |                                                                                         |                                                                                           | [Gespräch]       | Lustspieldichtung; Zacharias Werner                                                                              |
| Siebenter Abschnitt (Cyprian, Lothar, Ottmar, Theodor, Sylvester, Vinzenz) | [24]    | Erscheinungen                                                                                          | Gaben der Milde. Zweites Bändchen (1817)                                                | Erscheinungen                                                                             | Cyprian          | |
| Siebenter Abschnitt (Cyprian, Lothar, Ottmar, Theodor, Sylvester, Vinzenz) | [c]     | |                                                                                         |                                                                                           | [Gespräch]       | (Auto-)biographischer Hintergrund von Cyprians Erzählung; Improvisation einer Opernszene                         |
|                                                                            |         | |                                                                                         |                                                                                           |                  | |
| Achter Abschnitt (Cyprian, Lothar, Ottmar, Theodor, Sylvester, Vinzenz)    | [a]     | |                                                                                         |                                                                                           | [Gespräch]       | |
| Achter Abschnitt (Cyprian, Lothar, Ottmar, Theodor, Sylvester, Vinzenz)    | [25]    | Der Zusammenhang der Dinge                                                                             | Wiener Zeitschrift für Kunst, Litteratur, Theater und Mode. (Februar/März 1820)         | Der Zusammenhang der Dinge                                                                | Sylvester        | |
| Achter Abschnitt (Cyprian, Lothar, Ottmar, Theodor, Sylvester, Vinzenz)    | [b]     | |                                                                                         |                                                                                           | [Gespräch]       | Neuere englische Literatur: Scott, Byron; Vampirismus                                                            |
| Achter Abschnitt (Cyprian, Lothar, Ottmar, Theodor, Sylvester, Vinzenz)    | [26]    | |                                                                                         | [Vampirismus]                                                                             | Cyprian          | |
| Achter Abschnitt (Cyprian, Lothar, Ottmar, Theodor, Sylvester, Vinzenz)    | [c]     | |                                                                                         |                                                                                           | [Gespräch]       | |
| Achter Abschnitt (Cyprian, Lothar, Ottmar, Theodor, Sylvester, Vinzenz)    | [27]    | An die Herausgeber des Freimüthigen für Deutschland                                                    | Der Freimüthige für Deutschland. Zeitblatt für Belehrung und Aufklärung (März 1819)     | [Die ästhetische Teegesellschaft]                                                         | Ottmar           | |
| Achter Abschnitt (Cyprian, Lothar, Ottmar, Theodor, Sylvester, Vinzenz)    | [d]     | |                                                                                         |                                                                                           | [Gespräch]       | |
| Achter Abschnitt (Cyprian, Lothar, Ottmar, Theodor, Sylvester, Vinzenz)    | [28]    | |                                                                                         | Die Königsbraut. Ein nach der Natur entworfenes Märchen                                   | Vinzenz          | |
| Achter Abschnitt (Cyprian, Lothar, Ottmar, Theodor, Sylvester, Vinzenz)    | [e]     | |                                                                                         |                                                                                           | [Gespräch]       | |

## Hörspielbearbeitungen
- 1965: Das Fräulein von Scuderi. Mit Maria Nicklisch (Fräulein von Scuderi), Lina Carstens (Martiniére), Herbert Kroll (Bastiste), Elfriede Gerhard (Marquise von Maintenon), Fritz Straßner (René Cardillac), Christa Berndl (Madelon), Hans Michael Rehberg (Olivier Brusson), Horst Tappert (König), Wolf Dieter Euba (Erzähler) u. v. a. Regie: Edmund Steinberger. BR 1965.
- 2006: Die Serapions-Brüder. Hörspiel in 12 Teilen. Mit Herbert Fritsch, Felix von Manteuffel, Bernhard Schütz, Stefan Wilkening, Werner Wölbern, Manfred Zapatka u. a. Manuskript, Komposition und Regie: Klaus Buhlert. BR Hörspiel und Medienkunst 2006. Als Podcast/Download im BR Hörspiel Pool.[4]

## Rezeption
- Ingo Müller: Die Rezeption E.T.A. Hoffmanns in der klassischen Musik des 19. bis 21. Jahrhunderts. In: Unheimlich Fantastisch – E.T.A. Hoffmann 2022. Begleitbuch zur Ausstellung der Staatsbibliothek Berlin in Zusammenarbeit mit dem Deutschen Romantik-Museum Frankfurt am Main und der Staatsbibliothek Bamberg, herausgegeben von Benjamin Schlodder, Christina Schmitz, Bettina Wagner und Wolfgang Bunzel, Leipzig 2022, ISBN 3-95905-573-0 S. 315–322.